# Mantellet

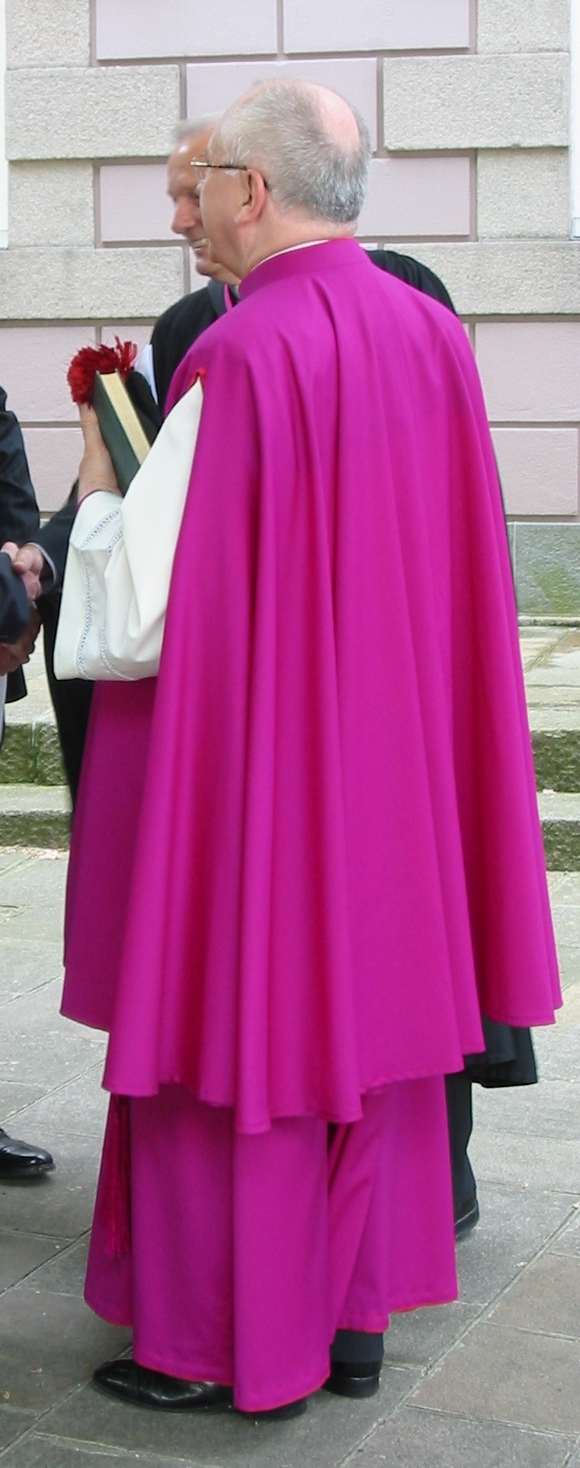
Clergue amb el mantellet

El  mantellet  és una peça de prelat a Roma i altres llocs, de color morat i que porten tant bisbes com monsenyors (és a dir altres dignataris eclesiàstics) sobre de la vestidura de lli anomenada roquet (encara que als bisbes és més freqüent veure'ls amb musseta). Arriba un pam més avall dels genolls i té dues obertures en els costats per treure els braços.
També es diu així a la vestidura més estreta i curta que el mantell ducal o cota d'armes amb la qual, posada sobre l'elm, antigament es cobria el cap. És una peça que es representa regularment en heràldica.